# Geaya nigricoxa
Geaya nigricoxa is een hooiwagen uit de familie Sclerosomatidae.